# Brucella
Brucella – rodzaj Gram ujemnych bakterii będących przyczyną zakaźnej choroby – brucelozy. Brucella ma kształt małej pałeczki, nie posiada rzęsek (a więc zdolności ruchu), otoczki, nie wytwarza też przetrwalników. Drobnoustrój opisał po raz pierwszy David Bruce u zmarłego na Malcie chorego (stąd też inna nazwa: choroba maltańska). Rezerwuarem zarazka są zwierzęta.
Wszystkie bakterie tego rodzaju są w stanie wykorzystać węglowodany, jednak bez zdolności ich fermentacji.

## Gatunki
Rodzaj Brucella dzieli się na kilka gatunków, ze względu na naturalny rezerwuar, wzrost w obecności fuksyny i tioniny, a także profil biochemiczny. Pewną rolę odgrywa też wrażliwość na bakteriofagi.
- Brucella melitensis
- Brucella abortus
- Brucella suis
- Brucella neotomae
- Brucella ovis
- Brucella canis
- Brucella ceti
- Brucella pinnipedialis (zaraża walenie)
- Brucella microti
- Brucella inopinata (wyizolowany z implantu kobiety)

## Hodowla
Bakteria do wzrostu wymaga pożywki wzbogaconej, 5-10% stężenia CO2 oraz pH 6-7. Optymalna temperatura hodowli wynosi 37 stopni. Pałeczki wzrastają po 2-5 dniach i przyjmują postać okrągłych kolonii o średnicy 0,5 – 3 mm. Brak pojawienia się bakterii w ciągu 24 dni oznacza negatywny wynik testu.

## Wrażliwość
Pałeczki Brucella są raczej oporne na czynniki zewnętrzne, w wodzie i glebie mogą przetrwać wiele miesięcy. Niszcząco działa wysoka temperatura i środki dezynfekcyjne. Antybiotykami zachowującymi aktywność jest chloramfenikol, tetracykliny, streptomycyna a także kotrimoksazol